# Lena Luthor
 (mars 2017).
Si vous disposez d'ouvrages ou d'articles de référence ou si vous connaissez des sites web de qualité traitant du thème abordé ici, merci de compléter l'article en donnant les références utiles à sa vérifiabilité et en les liant à la section « Notes et références ».
Lena Luthor est un personnage de fiction de DC Comics et semble être ennemie de Superman. C'est la sœur cadette de Lex Luthor, l'un des plus célèbres ennemis de Superman. Les parents de Lena et de Lex ont changé leur dernier nom en anagramme de Luthor après que Lex a tourné du mauvais côté. Lena a des capacités télépathiques dues à une rencontre étroite avec un cerveau de l'espace. Elle ignore complètement qu'elle est la sœur de Lex Luthor et que l'ancien nom de sa famille est Luthor.
Créée par Jerry Siegel et Kurt Schaffenberger, elle fait sa première apparition dans Superman's Girl Friend, Lois Lane #23 en février 1961.

## Dans Smallville
Originaire de l'orphelinat de "ST. Louise's" dirigé par Granny Goodness par son père, Lionel Luthor, Lutessa Lena Luthor est rebaptisée Tess Mercer. Ancienne biologiste écolo, Tess a eu une brève relation amoureuse avec Oliver Queen après lui avoir sauvé la vie alors qu'il était échoué sur une île. Un jour, elle est sauvée d'une explosion par Lex qui lui paye tous les soins nécessaires et travaillera désormais pour lui. Au courant de son lien de parenté avec Tess, il la nomme Vice-présidente de LuthorCorp en 2006 et cette dernière devient PDG de la compagnie à la suite de sa disparition dans le cercle arctique en 2008. Le principal objectif de Tess Mercer dans la huitième saison est de trouver Lex, ce qui la conduit curieusement à Clark dont elle croit qu'il sera en mesure de l'aider à trouver Lex. Le premier contact entre Tess et Clark a lieu lorsqu'il la tire d'un bus à la suite d'un accident ; elle soupçonne immédiatement Clark de ne pas lui dire tout ce qu'il sait sur la disparition de Lex. Par la suite, Tess apprend l'existence de Krypton et du nom « Kal-El », mais ne fait pas le lien avec Clark. Plus tard, il est révélé que Tess sait où est Lex. Lana informe Tess que Lex a implanté un nano-émetteur dans son nerf optique afin qu'il puisse garder un œil sur tout ce qu'elle fait. Visiblement bouleversée par cette annonce, Tess place un dispositif de brouillage dans son collier afin de perturber le signal, après avoir dit à Lex qu'elle le coupera du monde extérieur et qu'elle vendra tout ce qu'il possède. Tess vend ainsi la totalité des actions de LuthorCorp à Queen Industries. Tess essaie ensuite d'obtenir de Clark qu'il lui révèle ses pouvoirs après avoir lu un des journaux de Lionel Luthor qui a identifié Clark comme « Le voyageur », mais ses efforts échouent. Tess possède l'astre Kryptonien qui a fait tomber la Forteresse de la Solitude, et il est révélé qu'une voix a émané de cette orbe et l'a chargée de pousser Clark à lui parler de ses pouvoirs et à tuer Doomsday. Dans l'épisode final de la huitième saison, l'astre se déclenche et transporte Zod à Smallville.
Tess Mercer collabore avec Zod durant la neuvième saison afin qu'il prenne le pouvoir sur Terre et selon elle, sauve ainsi l'humanité. Elle finance la construction de tours solaires qui, reliées aux satellites de LuthorCorp, vont permettre de rendre le soleil rouge afin de donner des pouvoirs à Zod et ses troupes et les priver à Clark. Après avoir vu dans le futur les conséquences de la construction de ces tours, Clark les détruit juste avant leur inauguration. On apprend également que Tess est un agent de Checkmate, une organisation gouvernementale secrète visant à réunir des super-héros. Lors du dernier épisode de la saison 9, Tess est déclarée morte, gravement brûlée à la partie gauche du visage à cause de la vision thermique de Zod.
Mais elle est en réalité vivante, on la revoit au début de la saison 10. Son visage est de nouveau en état et elle fait la connaissance d'un clone enfant de Lex : "Alexander". Elle va alors s'occuper de lui comme de son propre enfant, et va vite constater qu'il grandit bien plus vite que la moyenne, et que son intelligence est très élevée. C'est elle qui remplace Chloé à la tour de contrôle.
Elle se fait tuer par son demi-frère, Lex, qui prétendait la "sauver" de son destin. Étant mourante, elle injecte une neurotoxine sur Lex afin que celui-ci oublie ses souvenirs. Il oubliera par la suite le secret de Clark.

## Supergirl
Dans la série Supergirl, Lena Luthor est la meilleure amie de Kara. Elle collabore avec Supergirl contre sa mère Lilian Luthor. Elle pense être adoptée mais découvre que son père adoptif est son père biologique. Lena tente de redorer le blason de la multinationale familiale en rebaptisant LuthorCorp" en "L-Corp". Elle est d'une nature calme et froide au premier abord mais au fil de la série, elle se révèle être chaleureuse, pleine de doute et prête à aider. Elle est aussi extrêmement douée et intelligente.
Elle est aussi très loyale à ses amis en particulier Kara Danvers, mais son talon d'achille est la trahison, ce qui l'amènera à essayer de se venger mais finalement elle reprendra ses esprits et redeviendra meilleure amie avec Kara avant d'enfin rejoindre les Super-Friends. 
Elle finira la série en s'acceptant telle qu'elle est pleinement, étant finalement à l'aise avec elle-même et ayant enfin trouver sa place au sein de l'équipe. À la fin de la série, Kara et elle finissent  plus proche que jamais.

## Apparitions
Lena Luthor est apparu dans les bandes dessinées suivantes de Superman : 
- SGLL No. 23, février 1961 : The Curse of Lena Thorul!
- Act No. 295, décembre 1962 : The Girl with the X-Ray Mind!
- Act No. 296, janvier 1963 : The Girl Who Was Supergirl's Double!
- Act No. 297, février 1963 : The Forbidden Weapons of Krypton!
- Act No. 298, mars 1963 : The Super-Powers of Lex Luthor!
- Act No. 300, mai 1963 : The Return of Super-Horse!
- Act No. 301, juin 1963 : The Secret Identity of Super-Horse!
- S No. 162, juillet 1963 : The Anti-Evil Ray!
- Act No. 313, juin 1964 : Lena Thorul, Jungle Princess!
- Act No. 317, octobre 1964 : The Great Supergirl Double-Cross!
- SF No. 168, janvier 1975 : The Girl with the See-Through